# 子供への嘘
子供への嘘（こどもへのうそ、英: Lie-to-children）とは、技術的または複雑な主題の簡略化された、そして教育方法として採用されている、多くの場合技術的に不正確な説明のことである。子供への嘘を採用する教育者は欺こうとする意図はなく、代わりに「子供/生徒/学生の立場に立ち」、初期の理解を促進し、学習者の知的能力が拡大するにつれて時間をかけてそれを基に構築していくことを求める。この技術は生物学、進化、バイオインフォマティクス、そして社会科学の分野の学者によって取り入れられている。

## 起源と発展
「子供への嘘」の概念は、科学者ジャック・コーエンと数学者イアン・スチュアート (数学者)によって、1994年の著書『カオスの崩壊：複雑な世界における単純さの発見』で初めて議論された。これは神話—蓄積された文化的知識を十分であるが完全に真実ではない方法で将来の世代に確実に伝えるための手段として。
彼らは『現実のフィグメント：好奇心旺盛な心の進化』でさらに彼らの見解を詳述し、子供への嘘の概念は教育過程における複雑な概念の削減に内在する困難を反映していると述べた。スチュアートとコーエンは「人間の心が把握するのに適した説明は必ず何らかの種類の子供への嘘でなければならない」と指摘し、真実は「私たちの限られた心にとって複雑すぎる」と述べた。
この概念は、著者テリー・プラチェットと共著で『ディスクワールドの科学』を執筆したときにより広く知られるようになった。この本の中で、著者らは「嘘」という用語の適用性に異議を唱える人がいるかもしれないと認めつつ、「最善の理由からではあるが、それでもやはり嘘である」という根拠でそれを擁護している。この本を宣伝するインタビューで、プラチェットは次のように警告した：「私たちのほとんどは科学の「十分な」知識を必要としており、それはメタファーとアナロジーで私たちに届けられるが、それらが真実と同じだと考えると私たちの尻を噛む」。

## 教育における例
子供への嘘の典型的な例は物理学に見られ、原子電子殻のボーアの原子模型は、行列力学に基づいたより複雑なモデルに進む前に、原子構造を紹介するためにまだしばしば使用されている。同様に化学では、学生はより技術的に正確だがより複雑なブレンステッド-ローリーの酸塩基理論モデル、それに続いてルイスの理論モデルを教えられる前に、酸と塩基のアレニウスの定義に導入されることが多い。この化学概念の教授順序は、これらのモデルの開発における歴史的進歩も反映している。
高校の教師や大学の講師はしばしば、これから提示するモデルが不完全であることを最初に説明する。この例は、1986年のアベルソン-サスマン講義のビデオ録画中にジェラルド・ジェイ・サスマンによって提供された。
プロセスと私たちがそれらをどのように制御するかを理解するためには、この手続きのメカニズムからこれらのプロセスがどのように振る舞うかという方法へのマッピングが必要である。私たちが持つのは、機械がどのようにして実際にこれを行うことができるかを理解するための形式的、または半形式的な機械モデルである。実際の機械が私がこれから言うことを本当にするかどうかは、この瞬間には全く無関係である。

実際、これはエンジニアリングモデルであり、例えば電気抵抗器の場合、V = IRというモデルを記述する—それはほぼ真実だが、実際には真実ではない；抵抗器に十分な電流を流すと爆発するので、電圧は常に電流に比例するわけではないが、一部の目的のためにはモデルが適切である。
特に、私が置換モデルと呼ぶ今から説明するモデルは、手続きがどのように機能するか、プロセスがどのように機能するか、手続きがどのようにプロセスを生み出すかを理解するための最も単純なモデルである。

そしてその置換モデルは、これから数日間で扱うことのほとんどに対して正確である。しかし最終的には、それが機械の働き方であるという幻想を維持することが不可能になり、より多くの詳細を示すための他のより具体的で特定のモデルに移行する。

## 分析

### 他の概念との比較
アンドリュー・ソーヤーは「ナラティビウムと子供への嘘：ディスクワールドの科学における「口当たりの良い指導」」という記事で、この概念をサイエンス・フィクションのそれと比較し、次のように書いた：「科学について私たちが自分自身に語る「子供への嘘」は、異なる形のサイエンス・フィクションである：おそらく「フィクション」が「科学」という言葉を修飾するのである。そらは「サイエンス・フィクション」というよりも「科学についてのフィクション」である。
アンソニー・ジャッジは、この概念自体が科学哲学におけるより複雑な概念のための子供への嘘であると指摘した。
2015年に物理学教授であり科学ジャーナリストでもあるチャド・オーゼルは『フォーブス (雑誌)』に寄稿し、カリフォルニア大学古生物学博物館のイニシアチブ「科学の理解」が子供への嘘の形式での科学的方法の単純な説明を超えて、より深く特定の詳細に踏み込み、科学が日々の生活の質にどのように影響を与えるかについて他者に直接情報を提供していることを探った。

### 分野を超えた適用
フォーブスに寄稿したティム・ウォーストールは、物理学と音楽における子供への嘘の適用について言及した。音楽では、音階のレッスンが無調のレッスンに先行し、コモンタイムとハーフタイムがシンコペーションに先行する。彼はニュートンの物理学はアインシュタインの追加と比較して子供への嘘であると指摘した。
『生命科学と社会科学における非線形力学』において、ジャック・コーエンは子供への嘘の進化の教育への応用について論じ、デオキシリボ核酸の目的が「設計図」であるという概念を含め、「普遍的な特徴を探求することのみが、すべての例外的な詳細を大切にしながら、進化過程の一般的な形を概説し、それを正直に子供への嘘として説明するための希望を提供する」と述べた。同様に、『バイオインフォマティクス、バイオコンピューティング、Perl』において、著者のマイケル・ムーアハウスとポール・バリーは、子供への嘘モデルがタンパク質、リボ核酸、およびDNAの概念を教える技術として活用される可能性を説明した。
計算機科学の線型代数学指導に関する論文で、ウェスタンオンタリオ大学のD.J.ジェフリーとロバート M.コーレスは、幼児期の数学指導からの例を特定かっこた：「子供たちに「2から3を引くことはできない」と喜んで教えるのは、後に誰かが彼らに負の数を導入してくれると確信しているからである」。コーレスは後の論文でこの見方を追求し、「コンピュータ以前の数学は子供への嘘だった」と述べた。

### 欠点
『エイリアンの進化：地球外生命の科学』において、コーエンとスチュアート自身が複雑な科学概念を過度に単純化した説明に還元することの子供への嘘の潜在的な副作用について警告した。『デジタルの違い』に掲載された論文で、ジェン・ロスとハミッシュ・マクラウドは、子供への嘘は「単純で曖昧さのない質問と同様に単純な回答」への不合理な期待を設定することで、学習者に悪影響を与える可能性があると書いた。
『メタフィロソフィー』誌において、カースティン・ウォルシュとエイドリアン・カリーは子供への嘘の枠組みにおける「風刺」と「神話作り」の区別を描き、神話作りは正当化されないと結論づけた。ノースイースタンヒル大学の経済学教授スダンシュ・K・ミシュラは、親が子供に分娩のより適切な説明を提供する代わりに、コウノトリが家に連れてきたと子供に言う場合のような、子育てにおける神話の使用を探った。『子供の感情的権利法案』において、アイリーン・ジョンソンは子育て過程の将来において幼児期の神話が引き起こす可能性のある問題について論じた。ジョンソンは嘘は最終的に明らかにされなければならないと警告し、親は「この欺瞞がどれほど正しいのか、どこまで進むべきか、そしてどのようにしていつそれがすべて嘘だったと説明するかを確信していない」と述べた。
カールトン・カレッジのブログ『地球と心』のコラムで、地球物理学者キム・カステンスと彼女の娘ダナ・チェイズは、後に忘れなければならない子供への嘘がその後の教師に潜在的な障害を提供する可能性があるか、あるいは学生が嘘を見分ける可能性があるなどの潜在的な落とし穴をリストアップした。彼らはまた、教師が子供への嘘を超えた真実を理解していることを確認することや、子供への嘘が目指す学習の進行の「マスタープラン」を持つことなど、落とし穴を避けるための基準をリストアップした。『バイリンガル/バイカルチャー子供の教育』への寄稿で、ハルーム・カレムとジェネビーブ・コルラは、子供への嘘の暴露が教育者を不誠実に見せ、学生の彼らへの敬意を損なうと主張した。